# Литвяк Олександр Миколайович
Олександр Миколайович Литвяк (9 січня 1956, село Шатрище, тепер Шосткинського району Сумської області) — український радянський діяч, слюсар-інструментальник Броварського заводу алюмінієвих будівельних конструкцій Київської області. Член ЦК КПРС у 1990—1991 роках.

## Життєпис
У 1973—1974 роках — слюсар-інструментальник Київського машинобудівного заводу імені Артема.
З 1974 по 1976 рік служив у Радянській армії.
Член КПРС з 1976 року.
У 1976—1979 роках — слюсар-інструментальник Київського виробничого об'єднання імені Артема.
У 1979—1980 роках — слюсар-інструментальник, у 1980—1988 роках — майстер, з 1988 року — слюсар-інструментальник Броварського заводу алюмінієвих будівельних конструкцій Головкиївміськбуду Київської області.
У 1980 році закінчив Київський вечірній авіаційний технікум.
Подальша доля невідома.